# 狸御殿 (1939年の映画)
『狸御殿』（たぬきごてん）は、1939年（昭和14年）公開。監督、脚本、木村恵吾によるオペレッタ風映画である。音楽は佐藤顕雄。新興キネマ京都撮影所製作。モノクロ、6巻。

## 略歴・概要
1947年に『笑ふ狸御殿』と改題し大映で再公開された。
本作の上映用プリントは、東京国立近代美術館フィルムセンターには所蔵されていない。プリントが現存せず、現在観賞することの不可能な作品である。

## 出演者

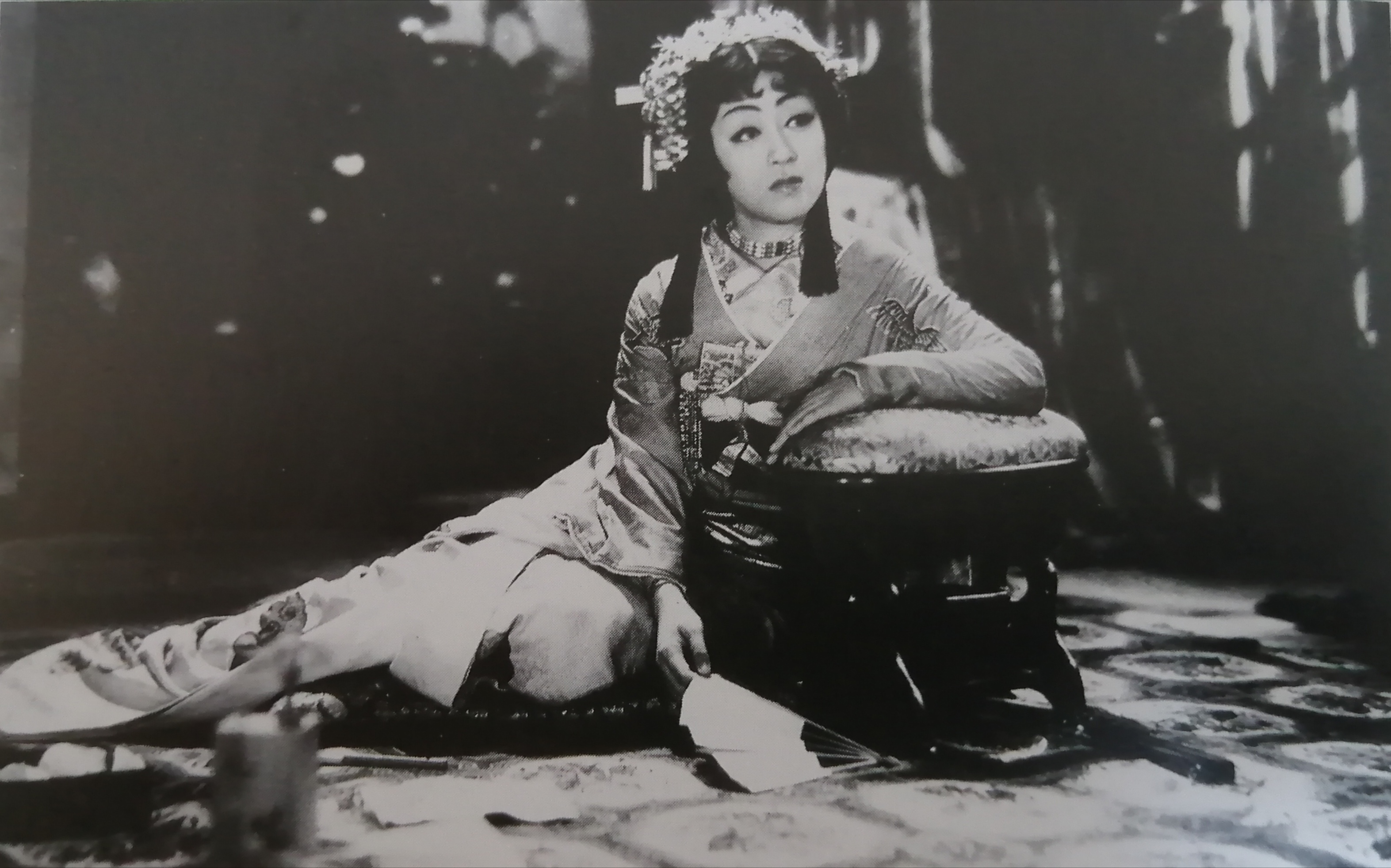
高山広子

- お黒／きぬた姫：高山広子
- 小鼓山の狸吉郎：伊庭駿三郎
- かちかち山の泥右衛門：光岡竜三郎
- 山坂転太：阪東太郎
- 農民田子作：尾上松緑
- 黒髪山の狸右衛門：東良之助
- 酒屋の爺さん：水野浩
- 腰元狸路：高松昌子
- 老女葉月：三保敦美
- 腰元刈萱：香織不二根
- 腰元尾花：足柄朝子
- 腰元撫子：小川操
- 腰元薄：千世豊子
- 腰元桔梗：小林和子
- 家来：玉置恵之助、三浦志郎

## スタッフ
- 原作：木村恵吾
- 脚本、監督：木村恵吾
- 撮影：牧田行正
- 音楽：佐藤顕雄

## 註
1. ↑  所蔵映画フィルム検索システム、東京国立近代美術館フィルムセンター、2019年10月28日閲覧。